# زنغينة (شهر أباد)
زنغینة (بالفارسية: زنگینه) هي قرية تقع في إيران في قسم شهر أباد الريفي. يقدر عدد سكانها بـ 921 نسمة بحسب إحصاء 2016.